# Symphodus mediterraneus
Symphodus mediterraneus (Linnaeus, 1758), conosciuto in italiano come tordo rosso, è un pesce osseo marino della famiglia Labridae.

## Distribuzione e habitat
È presente in tutto il mar Mediterraneo ed in un ristretto settore dell'oceano Atlantico attorno allo stretto di Gibilterra, tra il Portogallo ed il nord del Marocco, oltre che alle isole Azzorre e Madera. È molto comune nei mari italiani.
Si incontra soprattutto nelle praterie di posidonia ed anche su fondi rocciosi ricchi di vegetazione e sulle pareti verticali fino ad una profondità di una ventina di metri. Durante la stagione fredda staziona a maggiori profondità.

## Descrizione
Simile come forma generale agli altri Symphodus ma piuttosto tozzo.
La livrea ha un colore di fondo bruno rossastro o marrone (talvolta verde negli esemplari che vivono nei posidonieti) e sono presenti due macchie scure, una alla base della pinna pettorale, più vistosa nel maschio ed una nella parte alta del peduncolo caudale che può avere un bordo chiaro o essere sostituita da due barre verticali scure. La femmina ed i giovani (livrea primaria) sono in genere brunastri con ventre roseo o verdastro con fasce indistinte chiare sui fianchi; i maschi (livrea secondaria) sono invece piuttosto colorati con dorso bruno, fianchi rossastri spesso con fasce chiare verticali e linee e punti blu elettrico su tutto il corpo e la testa. Sempre nel maschio gola e ventre sono azzurri, così anche le labbra, che però possono essere arancio; le pinne pettorali hanno la base giallo vivo. Tutte le livree sono molto meno vivaci in inverno. Gli esemplari morti spesso sono di un uniforme color rosa salmone.
Arriva ad una lunghezza massima di 18 cm.

## Biologia
Vive in coppie.

### Riproduzione
È primaverile-estiva, il maschio prepara un nido semisferico di alghe cementate con sabbia e lo difende strenuamente dai predatori.

### Alimentazione
Si nutre di invertebrati bentonici come molluschi (soprattutto gasteropodi, bivalvi e chitoni), anellidi tubicoli, ricci di mare e briozoi.

## Pesca
Abbocca voracemente alle lenze innescate con qualsiasi esca animale e inoltre finisce di frequente in tramagli e nasse ma viene consumato solo nella zuppa di pesce.